# Saxifraga hypnoides
Espèce
Saxifraga hypnoides est une espèce de plantes vivaces de la famille des Saxifragacées.